# Palais des sports de Ouaga 2000
Le Palais des Sports de Ouaga 2000 est une salle de sport à Ouagadougou, la capitale de la république de Burkina Faso en Afrique de l'Ouest.

## Situation géographique
Le palais des sports est situé dans le quartier Ouaga 2000 au sud de la ville, à l'est du boulevard de la Révolution et de la place de l'Afrique sur un site de douze hectares et a une capacité de 4598 spectateurs.

## Coût de la construction
Le Burkina Faso a contribué à hauteur de 2 milliards de francs CFA (3,05 millions d'euros) ainsi que Taïwan avec 2,7 milliards de francs CFA (4,12 millions d'euros) pour financer la construction.
Les entreprises de construction impliquées étaient Fadoul Technibois, GENAF, VMAP, BEGEP et CICA Burkina.
En mars 2009, le président de l'Association Africaine de Volleyball CAVB a visité la salle et a assuré son soutien à l'organisation d'un tournoi continental au Palais des Sports.